# Chiesa di Sant'Antonino (Parma)
La chiesa di Sant'Antonino era un luogo di culto cattolico di Parma; situata in prossimità del monastero benedettino di Sant'Alessandro, fu adibita ad usi civili nel 1705 e in seguito scomparve completamente.

## Storia
La chiesa parrocchiale di Sant'Antonino sorgeva vicino al monastero benedettino di Sant'Alessandro, tra la chiesa della Steccata e il Palazzo ducale.
Il primo documento che la cita risale all'episcopato di Ugo, che resse la diocesi di Parma dal 1027 al 1044. Fu consacrata il 4 luglio 1452.
La chiesa perse la dignità parrocchiale il 26 febbraio 1660, quando venne unita a San Michele in Canale. Fu sconsacrata nel 1705.
Il tempio conservava l'immagine della Beata Vergine dell'Assistenza, oggetto di devozione.